# Leichtathletik-Südamerikameisterschaften 1926
Die IV. Leichtathletik-Südamerikameisterschaften fanden vom 15. bis zum 20. April in Montevideo statt. Damit kehrte die Veranstaltung erstmals in eine Stadt zurück, die bereits vorher einmal Austragungsort gewesen war. Die Mannschaftswertung gewann die Mannschaft Argentiniens mit 86 Punkten vor der Mannschaft Chiles mit 44 Punkten und den Uruguayern mit 8 Punkten, die Mannschaft Perus blieb ohne Medaille. Die erfolgreichsten Athleten waren der chilenische Langstreckenläufer Manuel Plaza und der argentinische Mehrkämpfer Valerio Vallanía, die jeweils vier Titel gewannen. Manuel Plaza hatte bereits 1924 vier Titel gewonnen und war mit nun acht Titeln erfolgreichster Athlet bis dahin.

## Männerwettbewerbe

### 100-Meter-Lauf
| Platz | Athlet                | Land | Zeit (s) |
| ----- | --------------------- | ---- | -------- |
| 1     | Eduardo Albe          | ARG  | 11,0     |
| 2     | Alberto Barucco       | ARG  | 11,2     |
| 3     | Juan Carlos Ure Aldao | ARG  |          |

Finale: 16. April

### 200-Meter-Lauf
| Platz | Athlet                | Land | Zeit (s) |
| ----- | --------------------- | ---- | -------- |
| 1     | Eduardo Albe          | ARG  | 21,8     |
| 2     | Juan Carlos Ure Aldao | ARG  | 22,0     |
| 3     | Roberto Genta         | ARG  | 22,1     |

Finale: 19. April
Alle Zeiten waren windbegünstigt und deshalb nicht rekordfähig.

### 400-Meter-Lauf
| Platz | Athlet            | Land | Zeit (s) |
| ----- | ----------------- | ---- | -------- |
| 1     | Federico Brewster | ARG  | 50,0     |
| 2     | Ángel Prada       | ARG  | 50,4     |
| 3     | Guillermo Godoy   | CHI  |          |

Finale: 16. April

### 800-Meter-Lauf
| Platz | Athlet           | Land | Zeit (min) |
| ----- | ---------------- | ---- | ---------- |
| 1     | Leopoldo Ledesma | ARG  | 1:58,4     |
| 2     | Ernesto Medel    | CHI  | 2:00,0     |
| 3     | Víctor Moreno    | CHI  |            |

Finale: 18. April

### 1500-Meter-Lauf
| Platz | Athlet           | Land | Zeit (min) |
| ----- | ---------------- | ---- | ---------- |
| 1     | Leopoldo Ledesma | ARG  | 4:11,0     |
| 2     | Víctor Moreno    | CHI  | 4:12,0     |
| 3     | Ernesto Medel    | CHI  |            |

Finale: 16. April

### 5000-Meter-Lauf
| Platz | Athlet             | Land | Zeit (min) |
| ----- | ------------------ | ---- | ---------- |
| 1     | Manuel Plaza       | CHI  | 15:12,4    |
| 2     | Pedro Pérez        | CHI  | 15:40,2    |
| 3     | Fernando Cicarelli | ARG  | 15:40,4    |

Finale: 18. April

### 10.000-Meter-Lauf
| Platz | Athlet       | Land | Zeit (min) |
| ----- | ------------ | ---- | ---------- |
| 1     | Manuel Plaza | CHI  | 31:54,0    |
| 2     | José Ribas   | ARG  | 32:48,2    |
| 3     | Juan Bravo   | CHI  | 33:12,8    |

Finale: 16. April

### Crosslauf
| Platz | Athlet       | Land | Zeit (min) |
| ----- | ------------ | ---- | ---------- |
| 1     | Manuel Plaza | CHI  |            |
| 2     | A. Castillo  | CHI  |            |
| 3     | José Ribas   | ARG  |            |

Finale: 15. April

### 110-Meter-Hürdenlauf
| Platz | Athlet           | Land | Zeit (s) |
| ----- | ---------------- | ---- | -------- |
| 1     | Valerio Vallanía | ARG  | 15,6     |
| 2     | Alfredo Ugarte   | CHI  | 15,8     |
| 3     | César Tartaglia  | URU  |          |

Finale: 16. April

### 400-Meter-Hürdenlauf
| Platz | Athlet            | Land | Zeit (s) |
| ----- | ----------------- | ---- | -------- |
| 1     | Federico Brewster | ARG  | 55,4     |
| 2     | Carlos Müller     | CHI  | 56,8     |
| 3     | Raúl Lafitte      | URU  | 56,8     |

Finale: 19. April

### 4-mal-100-Meter-Staffel
| Platz | Land        | Athleten                                                         | Zeit (s) |
| ----- | ----------- | ---------------------------------------------------------------- | -------- |
| 1     | Argentinien | Juan Carlos Ure Aldao Mandia Eduardo Albe Juan Piña              | 43,2     |
| 2     | Uruguay     | Juan Felitto Andres Preve Pastori Mauricio Paiva Lindebak        | 43,6     |
| 3     | Chile       | Armando Villaroel Fernando Primard Rodolfo Wagner Alfredo Ugarte |          |

Finale: 19. April

### 4-mal-400-Meter-Staffel
| Platz | Land        | Athleten                                                   | Zeit (min) |
| ----- | ----------- | ---------------------------------------------------------- | ---------- |
| 1     | Argentinien | Ángel Prada Heguy Roberto Genta Federico Brewster          | 3:25,2     |
| 2     | Chile       | Elías Catalán Alfredo Ugarte Humberto Jara Guillermo Godoy | 3:30,0     |
| 3     |             |                                                            |            |

Finale: 18. April
Es waren nur zwei Staffeln am Start.

### 3000-Meter-Mannschaftslauf
| Platz | Land        | Athleten                                         | Zeit (min) |
| ----- | ----------- | ------------------------------------------------ | ---------- |
| 1     | Chile       | Manuel Plaza Pedro Pérez Juan Bravo              |            |
| 2     | Argentinien | Fernando Cicarelli Nicasio Santucho Urbano Eyras |            |
| 3     | Uruguay     |                                                  |            |

Finale: 19. April

### Hochsprung
| Platz | Athlet           | Land | Höhe (m) |
| ----- | ---------------- | ---- | -------- |
| 1     | Valerio Vallanía | ARG  | 1,85     |
| 2     | Carlos Patiño    | URU  | 1,80     |
| 3     | Atilio Vallanía  | ARG  | 1,80     |

Finale: 16. April

### Stabhochsprung
| Platz | Athlet           | Land | Höhe (m) |
| ----- | ---------------- | ---- | -------- |
| 1     | Jorge Haeberli   | ARG  | 3,65     |
| 2     | Enrique Sansot   | CHI  | 3,50     |
| 3     | Máximo Virgolini | ARG  | 3,50     |

Finale: 17. April

### Weitsprung
| Platz | Athlet           | Land | Weite (m) |
| ----- | ---------------- | ---- | --------- |
| 1     | Valerio Vallanía | ARG  | 6,75      |
| 2     | Julio Moreno     | CHI  | 6,66      |
| 3     | H. Carvallo      | CHI  | 6,47      |

Finale: 17. April

### Dreisprung
| Platz | Athlet           | Land | Weite (m) |
| ----- | ---------------- | ---- | --------- |
| 1     | Luis Brunetto    | ARG  | 15,10     |
| 2     | Atilio Vicentini | ARG  | 14,22     |
| 3     | Raúl Leal        | URU  | 13,42     |

Finale: 18. April

### Kugelstoßen
| Platz | Athlet              | Land | Weite (m) |
| ----- | ------------------- | ---- | --------- |
| 1     | Benjamín Acevedo    | CHI  | 13,07     |
| 2     | Custodio Seguel     | CHI  | 13,05     |
| 3     | Jorge Llobet Cullen | ARG  | 12,59     |

Finale: 16. April

### Diskuswurf
| Platz | Athlet               | Land | Weite (m) |
| ----- | -------------------- | ---- | --------- |
| 1     | Jorge Llobet Cullen  | ARG  | 38,46     |
| 2     | Pedro Elsa           | ARG  | 38,34     |
| 3     | David Martín Estévez | URU  | 38,26     |

Finale: 18. April

### Hammerwurf
| Platz | Athlet          | Land | Weite (m) |
| ----- | --------------- | ---- | --------- |
| 1     | Federico Kleger | ARG  | 46,46     |
| 2     | Luis Romana     | ARG  | 44,84     |
| 3     | Ricardo Bayer   | CHI  | 43,77     |

Finale: 18. April

### Speerwurf
| Platz | Athlet           | Land | Weite (m) |
| ----- | ---------------- | ---- | --------- |
| 1     | Carlos Maldonado | ARG  | 51,93     |
| 2     | Juan Ahlers      | URU  | 48,63     |
| 3     | Custodio Seguel  | CHI  | 47,93     |

Finale: 18. April

### Zehnkampf
| Platz | Athlet            | Land | Punkte   |
| ----- | ----------------- | ---- | -------- |
| 1     | Valerio Vallanía  | ARG  | 5937,570 |
| 2     | Guillermo Newbery | ARG  | 5895,465 |
| 3     | Erwin Gevert      | CHI  | 5765,415 |

19. und 20. April

## Frauenwettbewerbe
Frauenwettbewerbe wurden bei der Südamerikameisterschaft erst ab 1939 ausgetragen.

## Medaillenspiegel
| Medaillenspiegel Endstand nach 22 Entscheidungen | Medaillenspiegel Endstand nach 22 Entscheidungen | Medaillenspiegel Endstand nach 22 Entscheidungen | Medaillenspiegel Endstand nach 22 Entscheidungen | Medaillenspiegel Endstand nach 22 Entscheidungen | Medaillenspiegel Endstand nach 22 Entscheidungen |
| Platz                                            | Land                                             | Gold                                             | Silber                                           | Bronze                                           | Gesamt                                           |
| ------------------------------------------------ | ------------------------------------------------ | ------------------------------------------------ | ------------------------------------------------ | ------------------------------------------------ | ------------------------------------------------ |
| 1                                                | Argentinien                                      | 17                                               | 9                                                | 7                                                | 33                                               |
| 2                                                | Chile                                            | 5                                                | 10                                               | 9                                                | 24                                               |
| 3                                                | Uruguay                                          | -                                                | 3                                                | 5                                                | 8                                                |